# Bernhard Tessmann

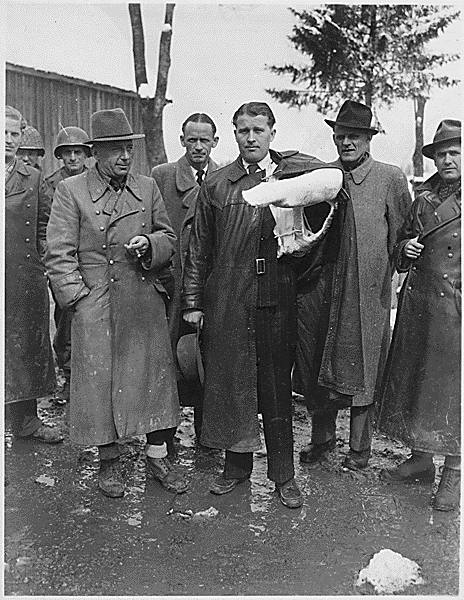
Walter Dornberger, Herbert Axster, Wernher von Braun, Hans Lindenberg und Bernhard Tessmann (v. l.) am 3. Mai 1945, nach ihrer Verhaftung durch US-Truppen

Bernhard Robert Tessmann (* 15. August 1912 auf Zingst; † 19. Dezember 1998 oder 2. Januar 1999 in Huntsville, Alabama, Vereinigte Staaten) war ein deutsch-amerikanischer Raketenexperte.
Sein Vater arbeitete bei der UFA.
Nachdem er 1935 Wernher von Braun getroffen hatte, kam er Ende 1936 nach Peenemünde und überwachte die Konstruktion und Maschinentests von Test Stand I. Er arbeitete auch an Windtunneln und der Schubmessung der A4-Rakete (V2). Nach der Bombardierung im August 1943 wurde er nach Kölpinsee evakuiert. Hier entwickelte er Equipment für mobile V2-Einheiten und war in der Planung des Projekts Zement involviert. Da von Braun zum Ende des Krieges fürchtete, dass die SS Verbrannte Erde zurücklassen würde, versteckte Tessmann zusammen mit Dieter Huzel die Pläne der V2 am 3. April 1945 in einer Eisenmine in der Nähe von Dörnten im Harz. Diese 15 Tonnen Unterlagen wurde durch die US-Armee ausgekundschaftet und am 26. Mai 1945, kurz vor dem Einmarsch der britischen Armee, in die amerikanische Besatzungszone abtransportiert und in die USA geschafft.
Im Rahmen der  Operation Paperclip ging er in die Vereinigten Staaten. Ab Januar 1947 arbeitete Tessmann im Raketenteam in Fort Bliss, danach am White Sands Missile Range und später in Huntsville. Ab 1960 war er Deputy Director der Testabteilung des Marshall Space Flight Center.
Mit seiner Frau Ilse E. Tessmann gründete er das Ilse and Bernhard Tessmann Music Scholarship.

## Belege
1. ↑  http://www.genealogybuff.com/al/madison/webbbs_config.pl/noframes/read/201
2. ↑  James McGovern: Crossbow & Overcast. Hutchinson & Co, London 1965, S. 154–161 (englisch).
3. ↑   The Ilse and Bernhard Tessmann Music Scholarship (Memento vom 21. Januar 2012 im Internet Archive)

| Personendaten    | Personendaten                                  |
| ---------------- | ---------------------------------------------- |
| NAME             | Tessmann, Bernhard                             |
| ALTERNATIVNAMEN  | Tessmann, Bernhard Robert (vollständiger Name) |
| KURZBESCHREIBUNG | deutsch-US-amerikanischer Raketenexperte       |
| GEBURTSDATUM     | 15. August 1912                                |
| GEBURTSORT       | Zingst                                         |
| STERBEDATUM      | 19. Dezember 1998                              |
| STERBEORT        | Huntsville (Alabama), Alabama, USA             |